# Henry Lange

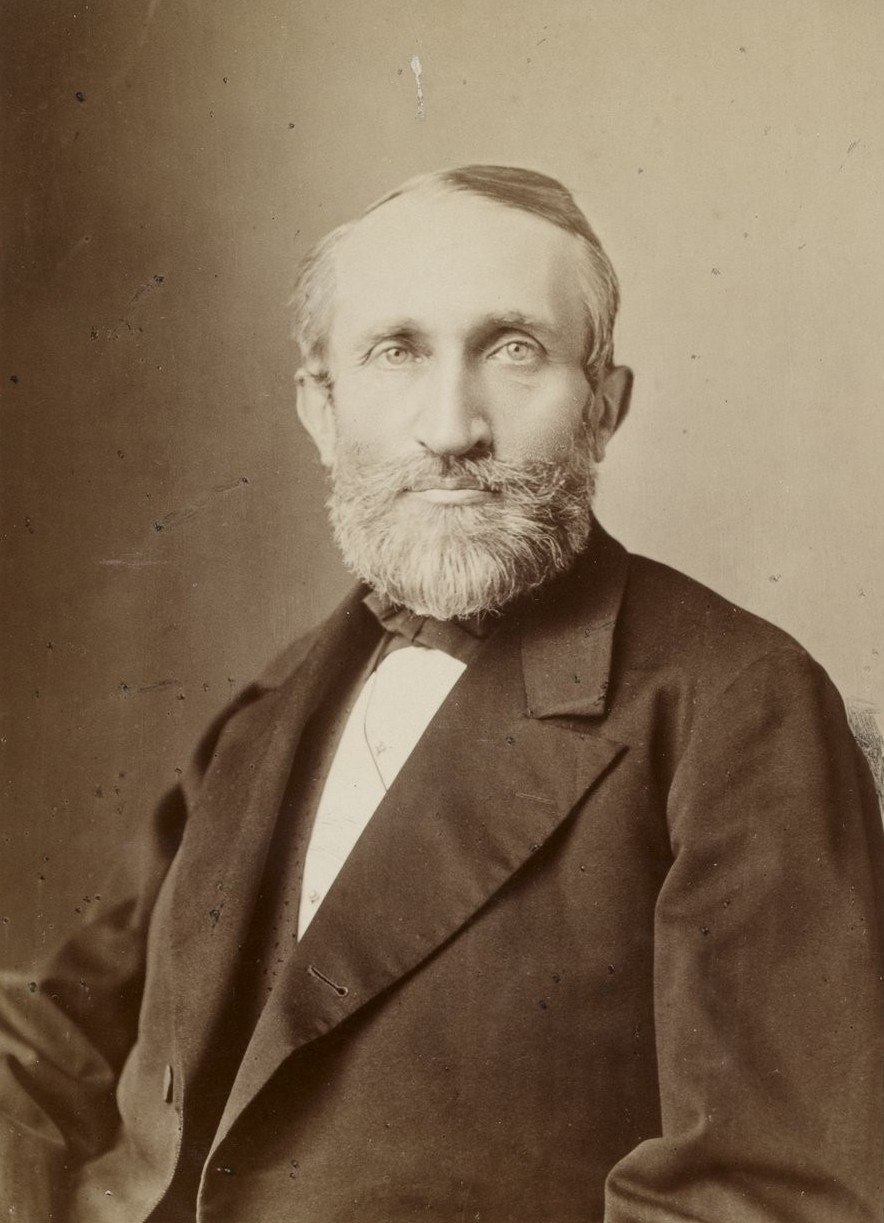
Henry Lange

Karl Julius Heinrich (Henry) Lange, född den 30 april 1821 i Stettin, död den 13 augusti 1893 i Berlin, var en tysk kartograf.
Lange ledde 1855-59 F.A. Brockhaus geografisk-artistiska anstalt i Leipzig och var 1868-91 föreståndare för den topografiska avdelningen av statistiska byrån i Berlin. Han utgav bland annat Schulatlas (1852, många upplagor), Volksschulatlas (1871; många upplagor), Bibelatlas (till Christian Carl Josias von Bunsens "Bibelwerk", 1860; 10 blad), Atlas des Deutschen Reichs (30 kartor, flera upplagor 1901) samt Karte von Liv-, Est- und Kurland (skalan 1:750 000; andra upplagan 1883).